# Upplands runinskrifter 992
Runinskrift U 992 är en runsten i Broby, Funbo socken, Uppsala kommun i Uppland. Den står på en äng söder om Lillån. På åns andra sida står U 990 och U 991. Tillsammans kallas dessa tre för Brobystenarna.

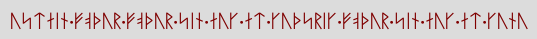
Runslingan på U 992

## Inskriften

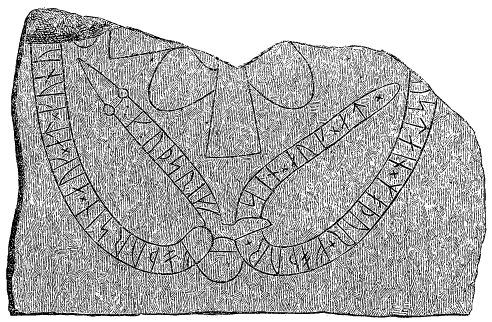
Teckning av U 992 från 1873

Runor:ᚢᛋᛏᛅᛁᚾ᛫ᚠᚮᚦᚢᚱ᛫ᚠᚮᚦᚢᚱ᛫ᛋᛁᚾᛅᚢᚴ᛫ᛅᛏ᛫ᚴᚢᚦᛋᚱᛁᚴ᛫ᚠᚮᚦᚢᚱ᛫ᛋᛁᚾᛅᚢᚴ᛫ᛅᛏ᛫ᚴᚢᚾᚢ

Translitterering av runraden:
... ...(u)stain × foþur×foþur × sin × auk × at ×: kuþsrik + foþur × sin × auk × at × kunu ...
Normalisering till runsvenska:
... [Ø]ystæin, faðurfaður sinn, ok at Guðrik(?), faður sinn, ok at Gunnu ...
Översättning till nusvenska:
... Östen sin farfar och efter Gudrik sin far och efter Gunna ...

## Historia
Tillsammans med U 990 och U 991 markerade stenarna platsen för en forntida bro över Lillån. U 992 upptäcktes först 1873 och beskrevs då av C. A. Klingspor, som undre delen av en större runsten. Den övre halvan saknas fortfarande och därmed saknas även en större del av dess inskrift.

### Fotnoter
1. ↑  Fornminnesregistret: 2:1
2. ↑  Unicode stöd för runor behövs i din webbläsare
3. ↑  Samnordisk runtextdatabas (stenen är i dagsläget - juni 2007 - för sliten för att enkelt kunna läsas)
4. 1 2  Samnordisk runtextdatabas, U 992, 2014
5. ↑  Elias Wessén, Sven B.F. Jansson, red (1953-1958). Sveriges runinskrifter. Bd 9, Upplands runinskrifter, del 4. Stockholm: KVHAA. http://www.raa.se/runinskrifter/sri_uppland_b09_h01_text_2.pdf
6. ↑  enligt Riksantikvarieämbetets informationstavla vid runstenen